# School of Oriental and African Studies

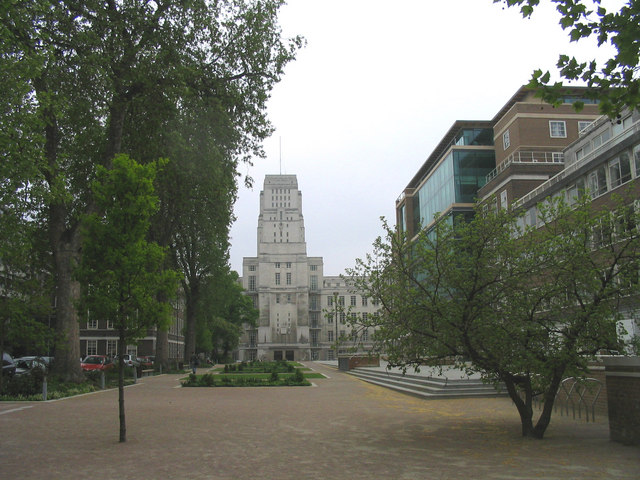
Torrington Square, con la SOAS a sinistra, la Birkbeck (Università di Londra) a destra e il Senate House dell'Università di Londra sullo sfondo.

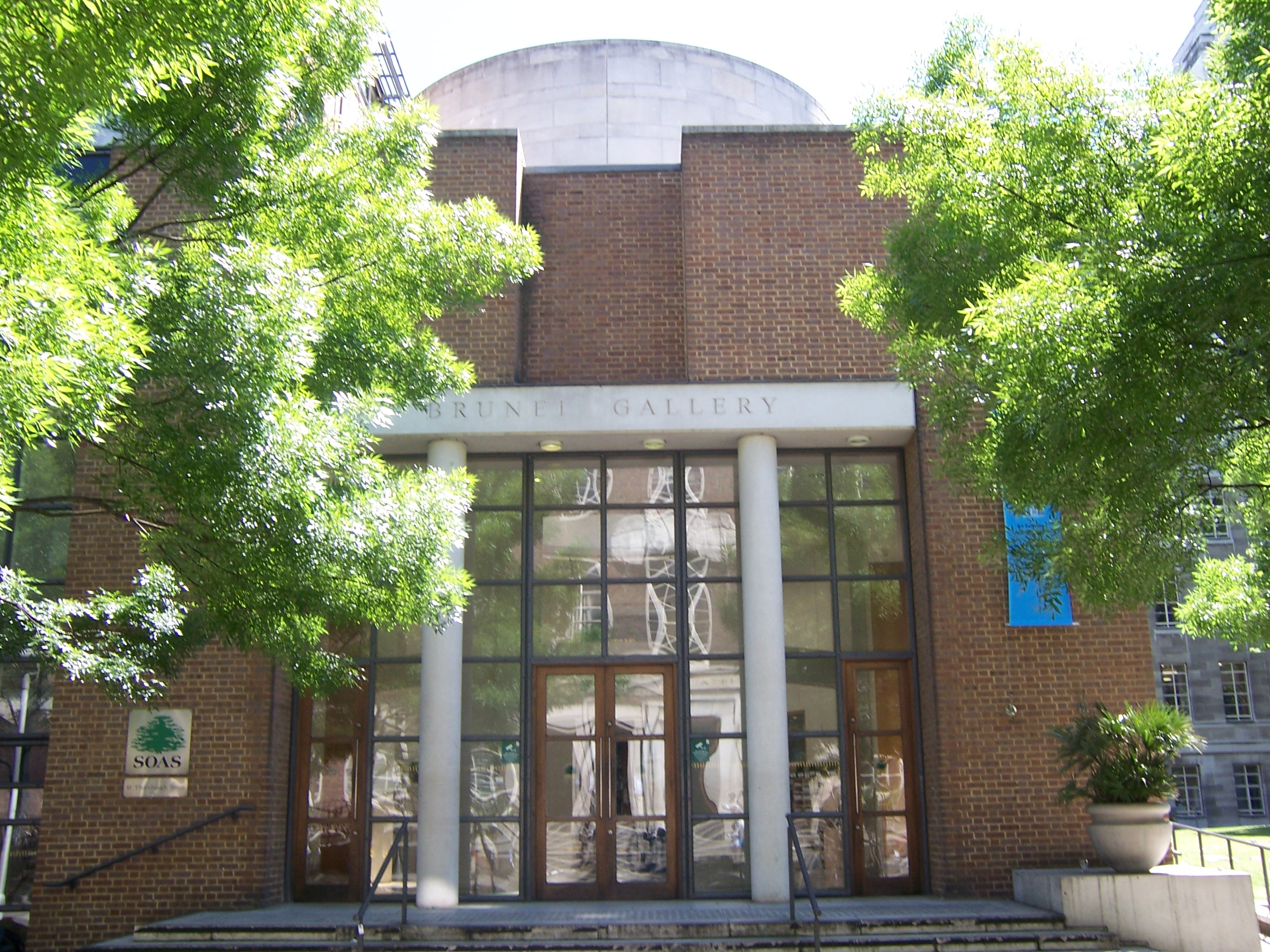
L'ingresso alla Brunei Gallery (campus di Russell Square).

La School of Oriental and African Studies (normalmente abbreviata in SOAS, pronuncia ['səuæs] (so as) o ['səuæz] (so az)) è un college costitutivo dell'Università di Londra, specializzato in lingue, studi umanistici, economia e giurisprudenza delle aree culturali dell'Asia, dell'Africa e del Vicino e Medio Oriente.
La SOAS normalmente prevede un'offerta formativa per più di 300 undergraduate (Bachelor's degrees) e oltre 70 corsi intensivi annuali (Master's degrees). Diplomi di Master of Philosophy (Mphil) e di PhD (Doctor of Philosophy) sono anche offerti in ogni Dipartimento accademico.
Fondata nel 1916, la SOAS ha diplomato e laureato numerosi Capi di Stato, ministri governativi, ambasciatori, giudici di Corti Supreme, un Premio Nobel per la Pace e molti altri esponenti di rilievo nei settori economici delle superpotenze emergenti e dei Next Eleven. Situata nel centro di Londra, presso Russell Square, la SOAS definisce se stessa come "il centro leader mondiale per lo studio delle diverse realtà dell'Asia, dell'Africa e del Vicino e Medio Oriente", ed è normalmente considerata dai governi britannici tra le massime università del Paese 

## Storia
L'istituzione è stata fondata nel 1916 come School of Oriental Studies al 2 di Finsbury Circus (Londra), Inghilterra. La School ottenne il suo Statuto Reale il 5 giugno 1916; ammise i suoi primi studenti il 18 gennaio successivo e fu inaugurata formalmente da re Giorgio V alla presenza di George Curzon, I marchese Curzon di Kedleston, oltre ad altri funzionari governativi, appena un mese dopo, il 23 febbraio 1917. L'Africa fu aggiunta al nome della School e nel 1938 la SOAS si trasferì permanentemente a Thornhaugh Street, tra Malet Street e Russell Square.
Per un certo periodo, a metà degli anni trenta, la Scuola si trovava a Vandon House, in Vandon Street, London SW1. Il suo trasferimento venne poi reso necessario da ritardi nella costruzione dell'edificio e dai danni arrecati alla struttura, non ancora completata, durante il Blitz del settembre 1940. La Scuola fu evacuata, su consiglio del Governo, a Cambridge. Molti furono i college della University of London che vennero evacuati dalla capitale nel 1939 per essere trasferiti nelle università delle varie provincie britanniche. La SOAS fu spostata, senza la sua biblioteca, al Christ's College di Cambridge. Quando fu ritenuto attuabile il ritorno a Londra, la Scuola si trasferì di nuovo nella capitale e fu temporaneamente alloggiata, per alcuni mesi tra il 1940 e il 1941, in undici stanze al numero 8 di Broadway Court, a Broadway, London SW1.
L'intenzione che aveva portato alla nascita della SOAS era la formazione dei funzionari britannici, affinché fossero in grado di svolgere incarichi in tutto l'impero. Da allora la Scuola è cresciuta molto, fino a diventare uno dei più noti centri di ricerca per quanto riguarda gli studi asiatici e africani. I campi di insegnamento della SOAS includono giurisprudenza, scienze sociali, scienze umane e lingue, con un focus ovviamente speciale su Asia e Africa. La biblioteca della Scuola, situata nel Philips Building (progettato all'inizio degli anni settanta da Sir Denys Lasdun, e chiamato così in onore dell'allora direttore della SOAS), è l'archivio nazionale per quanto riguarda i materiali concernenti Asia e Africa e, nel suo genere, è una delle più grandi in Europa.
Negli ultimi trent'anni, la Scuola è cresciuta considerevolmente: da poco più di un migliaio di studenti negli anni settanta, ai più di 4500 odierni (metà dei quali alla specialistica). La SOAS è gemellata con l'Institut national des langues et civilisations orientales (INALCO) di Parigi, che viene spesso considerato l'equivalente francese della Scuola e ha un accordo-quadro con l'Università di Napoli "L'Orientale", consimile ateneo pubblico italiano, per lo scambio di docenti e studenti.

## Campus
Attualmente la SOAS è divisa in due campus, uno a 20 minuti a piedi dall'altro. Il Russel Square campus si trova a Bloomsbury, una zona all'angolo di West End molto conosciuta dai turisti per i suoi negozi, i teatri e la vita notturna. Il campus principale venne spostate qui nel 1938, e si è molto ingrandito da allora. La stazione della metro più vicina è la Russell Square tube station.
Il Vernon Square campus di Islington è stato aperto nel 2001 e si trova vicino alla Stazione di King's Cross, poco distante dalla Dinwiddy House e dalla Paul Robeson House, entrambe di proprietà della Shaftesbury Student Housing e utilizzate esclusivamente da studenti della SOAS.
La Scuola è presente anche nella Brunei Gallery, che espone mostre di materiale sia storico, sia contemporaneo relativo ai campi e alle regioni di interesse proprie della SOAS. La Scuola è inoltre ospitata anche dalla Percival David Foundation of Chinese Art, una delle maggiori collezioni di ceramiche cinesi in tutta Europa (e dall'aprile 2009 prestata al British Museum e ora esposta nella stanza 95 del museo). L'edificio che attualmente ospita la biblioteca venne aggiunto alle sedi della Scuola nel 1973, la Brunei Gallery nel 1995, e un'estensione della biblioteca è stata aperta nel 2004 (la seconda fase di questo ampliamento è stato poi portato a termine nel 2006).
Il Centenary Masterplan (Piano per il Centenario) prevede lo sviluppo di due nuovi edifici ed una sostanziale ricostruzione dello spazio esistente al fine di modificare e sviluppare l'entrata e due aree all'interno del vecchio edificio. Il costo previsto per l'intero progetto si aggira intorno agli 81 milioni di euro. Il completamento del Centenary Masterplan porterà alla SOAS circa il 30% in più dello spazio attuale, una quantità pari a 1000 metri quadrati.

## Direttori

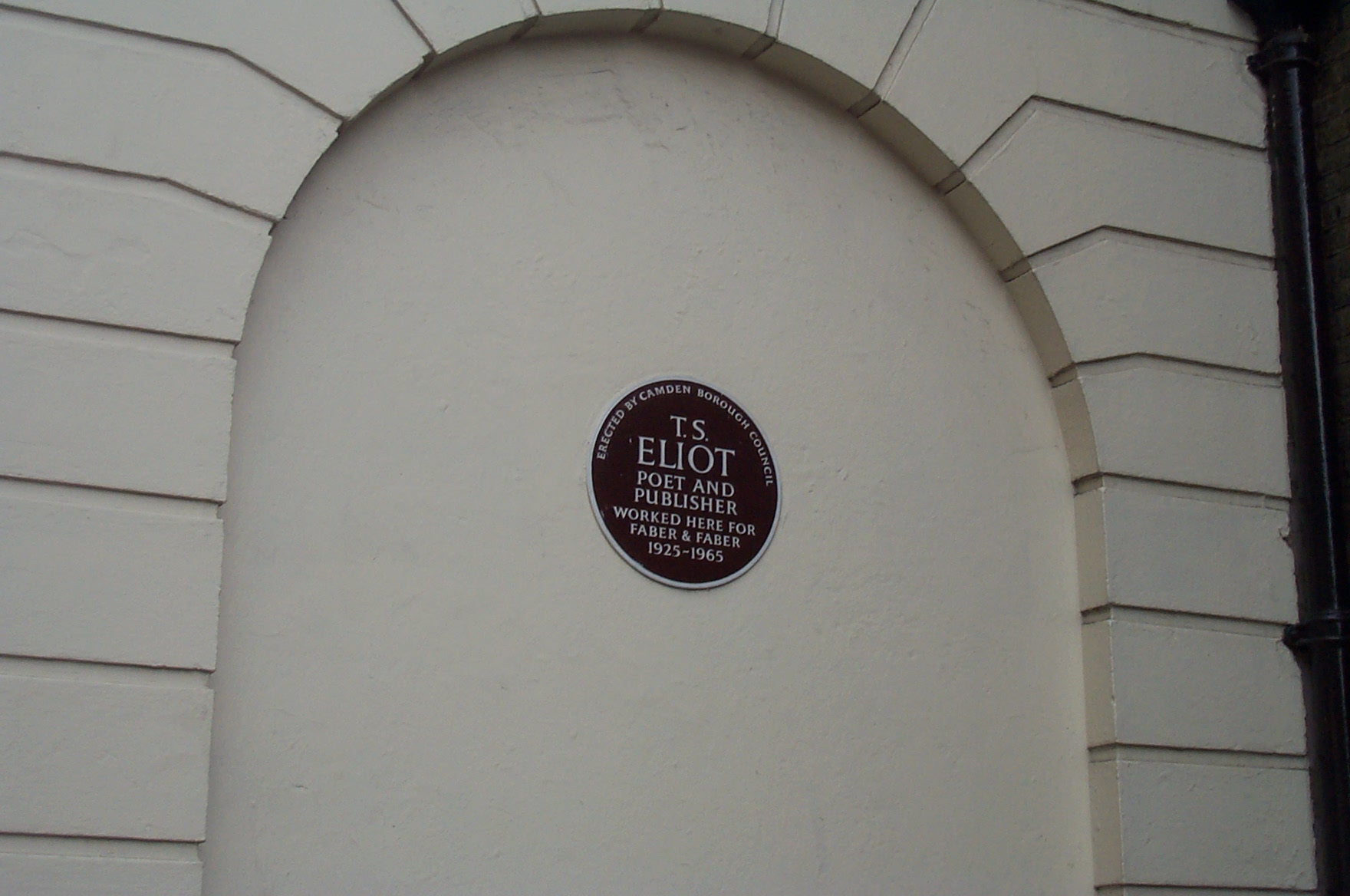
Esterno del Faber Building della SOAS al 24 di Russell Square, commemorativo degli anni trascorsi da T. S. Eliot nel Faber and Faber.

- 1996-2000: Il predecessore di Bundy era Tim Lankester, direttore della SOAS tra il 1996 e il 2000, incarico poi lasciato per diventare direttore del Corpus Christi College di Oxford.[2]
- 2001-2006: Colin Bundy è stato per cinque anni direttore della Scuola (e per tre pro-Rettore anziano della University of London). Nel 2006 ha accettato la nomina di Rettore (Warden) del Green College di Oxford.[3]
- 2006-2015: Paul Webley. Precedentemente pro-Rettore anziano (Senior Deputy Vice Chancellor) e professore di psicologia economica nell'Università di Exeter.
- Dal 2015: Valerie Amos, precedentemente sotto-segretario dell'Agenzia delle Nazioni Unite OCHA.

## Dipartimento di lingue
Il Dipartimento di Lingue della Scuola fu il primo nel suo genere in tutto il Regno Unito e venne fondato nel 1932 come centro di ricerca per gli studi in lingue orientali e africane. J. R. Firth, conosciuto a livello internazionale per il suo originale lavoro sulla fonologia e la semantica, è stato docente di Linguistica Generale alla SOAS nel periodo tra il 1938 e il 1956.

## Facoltà

### Facoltà di Giurisprudenza e Scienze Sociali
La Facoltà di Giurisprudenza e Scienze Sociali contiene cinque dipartimenti accademici, un centro di facoltà e otto centri dipartimentali:
Dipartimenti
- Dipartimento di Studi sullo Sviluppo
- Dipartimento di Economia
- Dipartimento di Studi Finanziari e di Management (DeFiMS)
- Scuola di Legge
- Dipartimento di Politiche e Studi Internazionali

Centro di Facoltà
- Centro di Studi Taiwanesi

Centri Dipartimentali
- Centro per lo Sviluppo, l'Ambiente e la Politica (CeDEP) - insegnamento a distanza
- Centro per le Politiche e la Ricerca sullo Sviluppo (CDPR)
- Centro per gli Studi sulle Minoranze Etniche
- Centro per gli Studi di Finanza e Management (CeFiMS) - insegnamento a distanza
- Centro per gli Studi Internazionali e Diplomatici (CISD)
- Centro per Giurisprudenza e Conflitto
- Centro di Giurisprudenza dell'Asia Orientale
- Centro di Diritto Internazionale e Colonialismo
- Centro di Giurisprudenza Islamica e del Medio Oriente
- Centro di Sviluppo, Ambiente e Politica

## Facoltà di Arti e Scienze Umanistiche
La Facoltà di Arti e Scienze Umanistiche contiene cinque dipartimenti, un centro di facoltà e nove centri dipartimentali:
Dipartimenti
- Dipartimento di Arte e Archeologia
- Dipartimento di Musica
- Dipartimento di Storia
- Dipartimento di Scienze Religiose
- Dipartimento di Antropologia e Sociologia

Centro di Facoltà
- Centro Di Studi sui Media

Centri Dipartimentali
- Centro per gli Studi sul Buddhismo
- Centro per gli Studi sul Cristianesimo Orientale e Ortodosso
- Centro SOAS per gli Studi Alimentari
- Centro per la Ricerca su Genere e le Religioni
- Centro per gli Studi sul Giainismo
- Centro per gli Studi sulle Migrazioni e la Diaspora
- Centro di Ricerca sulle Prestazioni Musicali e nella Danza
- Centro per gli Studi sulle Religioni Giapponesi
- Istituto di Sainsbury per gli Studi sulle Arti e la Cultura Giapponese

### Facoltà di Lingue e Culture
La Facoltà di Lingue e Culture contiene un centro di lingue, sette dipartimenti accademici, due centri di facoltà e quattro centro dipartimentali:
Dipartimenti
- Dipartimento di Lingue e Culture dell'Africa
- Dipartimento di Lingue e Culture della Cina e dell'Asia Centrale
- Dipartimento di Lingue e Culture di Giappone e Corea
- Dipartimento di Linguistica
- Dipartimento di Lingue e Culture del Vicino e Medio Oriente
- Dipartimento di Lingue e Culture dell'Asia Meridionale
- Dipartimento di Lingue e Culture del Sud-Est Asiatico
- Centro di Lingue

Centri di Facoltà
- Centro per gli Studi sul Genere
- Centro per gli Studi di Traduzione

Centri Dipartimentali
- Centro di Eccellenza nell'Insegnamento e nell'Apprendimento delle Lingue del Mondo
- Centro di Studi Islamici (CIS)
- Centro di Studi Ebraici
- Istituto Confuciano di Londra

### IFCELS
IFCELS (International Foundation Courses and English Language Studies), si situa oltre le strutture di facoltà dell'Università e gestisce alcuni corsi propedeutici per gli studenti che desiderano entrare nelle Università britanniche.
Situato nel Faber Building, questo dipartimento è uno dei più grandi all'interno della Scuola grazie a più di 250 matricole, oltre ad un numero altrettanto ampio di studenti già avanti negli studi.

## Sistemazione degli studenti
Molti studenti della SOAS vivono nelle due halls of residence del college: la Dinwiddy House e la Paul Robeson House. Gli studenti della Scuola possono anche ricevere dei posti nelle halls of residence della University of London aperte agli studenti di tutti i college, come ad esempio la Connaught Hall.
Molti studenti nei dormitori del college o dell'Università sono matricole. La maggior parte di quelli del secondo, del terzo e del quarto anno vivono invece fuori.
La costruzione di un altro dormitorio, chiamato Elisabeth Croll House, sta completandosi nel campus di Vernon Square. La fine dei lavori è prevista per la fine del 2009 ma sarà agibile per gli studenti già dal settembre dello stesso anno.

## Sindacato degli studenti
La SOAS ha un sindacato degli studenti molto vivace, è conosciuto tra i movimenti studenteschi per essere radicalmente di sinistra. Negli ultimi anni, il sindacato si è reso protagonista delle proteste pacifiste ed è stato molto attivo nella riduzione della sua impronta ecologica. Le recenti campagne dell'organizzazione sono state rivolte all'ampliamento dell'orario di apertura della biblioteca, alla protesta contro la chiusura dell'Hindi, a favore di una paga più alta per il personale delle pulizie e per tutti i dipendenti della SOAS. Il sindacato ha anche portato avanti una riflessione ambientalista e ha affrontato tematiche relative all'ecologia con i suoi iscritti e con gli altri studenti dell'Università. Le mozioni da adottare vengono decise per mezzo del voto all'Union General Meeting, che solitamente si tiene almeno due volte a semestre.
Il sindacato elegge tre co-presidenti a tempo pieno ogni anno, i quali hanno compiti diversi; inoltre vi sono molti incaricati part-time che, lavorando con loro, svolgono specifiche mansioni. Da quando vi è stata una revisione della costituzione del sindacato, è possibile, per l'Union General Meeting, eleggere un presidente onorario con carica annuale. La carica è stata in passato ricoperta dall'ex Sindaco di Londra Ken Livingston, mentre l'attuale Presidente Onorario è l'attivista birmana, ed ex-alunna della SOAS, Aung San Suu Kyi.

## Radio OpenAir
La Scuola gestisce una propria stazione radio, Radio OpenAir, con sede al quinto piano del Russell Square Building. L'iniziale Restricted Service Licence andava dal novembre al dicembre 2005, e permetteva di trasmettere sul 101.4FM nella zona di Camden/Londra Centrale. La radio manda in onda soprattutto world music, programmi culturali e di attualità, con trasmissioni focalizzate sull'Africa, l'Asia, il Medio Oriente e l'America Latina. Le trasmissioni sono comunque molto varie e includono anche notiziari locali, Dj set e programmi di cucina.
OpenAir ora trasmette anche via internet e fornisce pure trasmissioni in podcast sul sito
 Archiviato il 24 marzo 2010 in Internet Archive..